# Black & White (AAA單曲)
「Black & White」是日本的音樂团体AAA的第12张单曲。2006年12月6日由avex trax发售。

## 概要
- 「Black & White」是繼「刀魂男孩 / 和服噴射女孩」（ソウルエッジボーイ / キモノジェットガール）後第二張2A單曲，收錄了「Samurai heart -侍魂-」和「Winter lander!!」兩首A面歌曲。
- 「Samurai heart -侍魂-」是TBS電視台「駅伝」的主題曲。
- 此單曲有3個版本，分別有「Samurai heart -侍魂- ver.」、「Winter lander!! ver.」和「CD ONLY」。各版本收錄不同的Music Clip，而且收錄了「颶風·莉莉，波士頓·瑪麗」的「颶風·莉莉，波士頓·瑪麗 (Live version)」
- 在12月18日於公信榜单曲週排行榜取得第15位。

## 收录内容

### CD+DVD（Samurai heart -侍魂- ver.）
CD
1. Samurai heart -侍魂-
（作詞：ササキオサム 作曲：Ikoman & Vrij(backed new jack) 編曲：Ikoman Rap詞：ササキオサム・日高光啓）
2. Winter lander!!
（作詞：jam　作曲：渡辺未來　編曲：h-wonder　Rap詞：日高光啓）
3. 颶風·莉莉，波士頓·瑪麗 (Live version)
4. Samurai heart -侍魂-（Instrumental）
5. Winter lander!!（Instrumental）

DVD
1. Samurai heart -侍魂-（Music Clip）

### CD+DVD（Winter lander!! ver.）
CD
1. Samurai heart -侍魂-
2. Winter lander!!
3. 颶風·莉莉，波士頓·瑪麗 (Live version)
4. Samurai heart -侍魂-（Instrumental）
5. Winter lander!!（Instrumental）

DVD
1. Winter lander!!（Music Clip）

### CD ONLY
1. Samurai heart -侍魂-
2. Winter lander!!
3. 颶風·莉莉，波士頓·瑪麗 (Live version)
4. Samurai heart -侍魂-（Instrumental）
5. Winter lander!!（Instrumental）